# Hampiholi, Ramdurg
Hampiholi là một làng thuộc tehsil Ramdurg, huyện Belgaum, bang Karnataka, Ấn Độ.